# The Documentary
Albums de The Game
Untold Story
(2004) West Coast Resurrection
(2005)
Singles
1. Westside Story
Sortie : 7 septembre 2004
2. How We Do
Sortie : 23 novembre 2004
3. Higher
Sortie : 7 mars 2005
4. Hate It or Love It
Sortie : 15 mars 2005
5. Dreams
Sortie : 7 juin 2005
6. Put You on the Game
Sortie : 30 août 2005

The Documentary est le premier album studio de The Game, sorti le 18 janvier 2005.
L'album s'est classé 1er au Billboard 200, au Top R&B/Hip-Hop Albums et au Top Internet Albums et 34e au Top Heatseekers.
Vendu à plus de cinq millions d'exemplaires, il a été certifié double disque de platine par la Recording Industry Association of America (RIAA) le 23 mars 2005.

## Liste des titres
| No  | Titre                                                                                 | Contient un (des) sample(s) de | Durée |
| --- | ------------------------------------------------------------------------------------- | --- | ----- |
| 1.  | Intro (Produit par Dr. Dre et Che Vicious)                                            | Down Into the Magic de Hanson | 0:32  |
| 2.  | Westside Story (featuring 50 Cent – Produit par Dr. Dre et Scott Storch)              | | 3:43  |
| 3.  | Dreams (Produit par Kanye West)                                                       | No Money Down de Jerry Butler Just Playing (Dreams) de The Notorious B.I.G. | 4:46  |
| 4.  | Hate It or Love It (featuring 50 Cent – Produit par Cool & Dre)                       | Rubber Band des Trammps My Melody d'Eric B. & Rakim | 3:26  |
| 5.  | Higher (Produit par Dr. Dre et Mark Batson)                                           | | 4:05  |
| 6.  | How We Do (featuring 50 Cent – Produit par Dr. Dre et Mike Elizondo)                  | | 3:55  |
| 7.  | Don't Need Your Love (featuring Faith Evans – Produit par Havoc et Dr. Dre)           | Not Gon Cry de Mary J. Blige Meet the Parents de Jay-Z | 4:26  |
| 8.  | Church for Thugs (Produit par Just Blaze)                                             | | 4:00  |
| 9.  | Put You on the Game (Produit par Timbaland et Danja)                                  | Baghon Mein Bahar Hai de Rajesh Khanna et Farida Jalal Lick the Balls de Slick Rick Gettin' Money (The Get Money Remix) de Junior M.A.F.I.A. featuring The Notorious B.I.G. It's My Turn de Dezo Daz featuring DJ Slip | 4:14  |
| 10. | Start from Scratch (featuring Marsha Ambrosius – Produit par Dr. Dre et Scott Storch) | | 4:07  |
| 11. | The Documentary (Produit par Jeff Bhasker et Jeff Reed)                               | | 4:11  |
| 12. | Runnin' (featuring Tony Yayo et Dion – Produit par Hi-Tek)                            | | 4:26  |
| 13. | No More Fun and Games (Produit par Just Blaze)                                        | You Can't Love Me if You Don't Respect Me de Lyn Collins Gangsta Gangsta de N.W.A. | 2:37  |
| 14. | We Ain't (featuring Eminem – Produit par Eminem et Luis Resto)                        | The Watcher de Dr. Dre Fubba U Cubba Cubba d'Eminem One Day at a Time (Em's Version) de 2Pac featuring Eminem et Outlawz Patiently Waiting de 50 Cent featuring Eminem                                                 | 4:46  |
| 15. | Where I'm From (featuring Nate Dogg – Produit par Focus...)                           | | 3:08  |
| 16. | Special (featuring Nate Dogg – Produit par Needlz)                                    | Catherine Howard de Rick Wakeman Me and My Girlfriend de Makaveli | 3:57  |
| 17. | Don't Worry (featuring Mary J. Blige – Produit par Dr. Dre et Mike Elizondo)          | | 4:11  |
| 18. | Like Father, Like Son (featuring Busta Rhymes – Produit par Buckwild)                 | Mariya de Family Circle | 5:27  |

## Clips
- How We Do featuring 50 Cent
- Hate It or Love It featuring 50 Cent
- Dreams
- Put You on the Game